# アンドリュー・ミラー (ラグビー選手)
アンドリュー・ミラー（Andrew Miller, 1972年9月13日 - ）は、ニュージーランド出身のラグビー選手。日本では神戸製鋼、NTTドコモ関西に所属し、日本代表でも活躍した。短縮形はアンディ（Andy）。

## プロフィール
- ポジションはスタンドオフ。
- 日本代表キャップ数は10。

## 経歴
テ・プケ高校出身。地元クラブから徐々にステップアップし、NPC（National Provincial Championship、ニュージーランド国内リーグ）のベイ・オブ・プレンティを経て、1996年には南半球のトップリーグであるスーパー12の強豪、カンタベリー・クルセイダーズに入団した。
1998年に来日し、神戸製鋼でプレー。正確なキック、華麗なランをはじめとする優れた個人技と、高い状況判断能力を武器に活躍。神戸製鋼の1999・2000年度日本選手権優勝の中心選手であった。
日本代表としても活躍し、]のラグビーワールドカップ2003に出場するなど通算10キャップを得た。同大会ではフィジー戦で4種類の得点方法すべてを1人で記録するフルハウスを達成した。またこの試合決めた距離52mのドロップゴールはラグビーワールドカップ史上最長ドロップゴールとなっている。
2004年にニュージーランドに帰国、NPC1部のサウスランドでプレーしていたが、2005年に再来日し、トップリーグ下部、トップウェストのNTTドコモ関西に入団した。